# Pikrynian ołowiu
Pikrynian ołowiu(II) – organiczny związek chemiczny z grupy pikrynianów, sól kwasu pikrynowego i ołowiu na +2 stopniu utlenienia. Pikrynian ołowiu ma właściwości silnie wybuchowe, inicjujące.
Z powodu dużej wrażliwości mechanicznej nie znalazł szerokiego praktycznego zastosowania. Jedynie w czasie II wojny światowej Niemcy stosowali go w niewielkim zakresie do wyrobu zapalników elektrycznych.
Produkowano go przez dodanie kwasu pikrynowego do roztworu azotanu ołowiu.